# فيضانات باكستان 2010

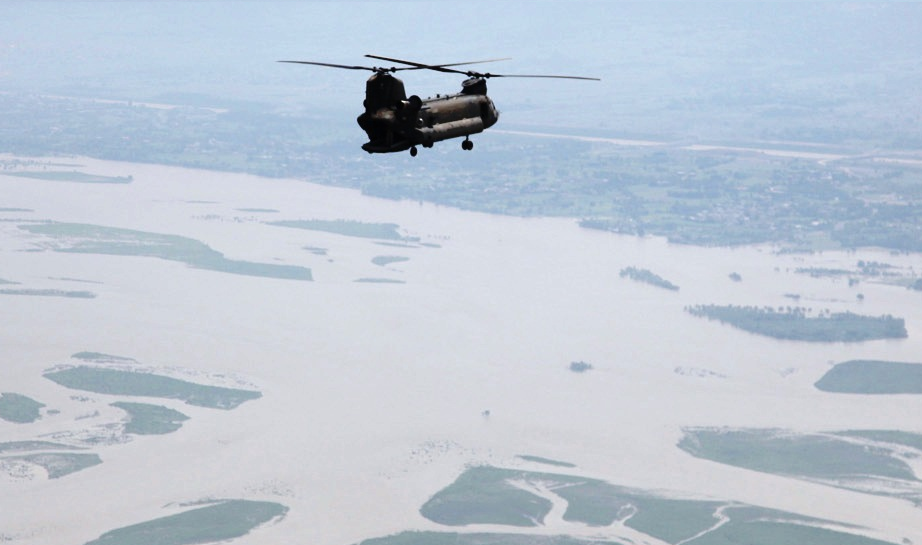
مروحية للجيش الأمريكي تحلق فوق المناطق المتضررة

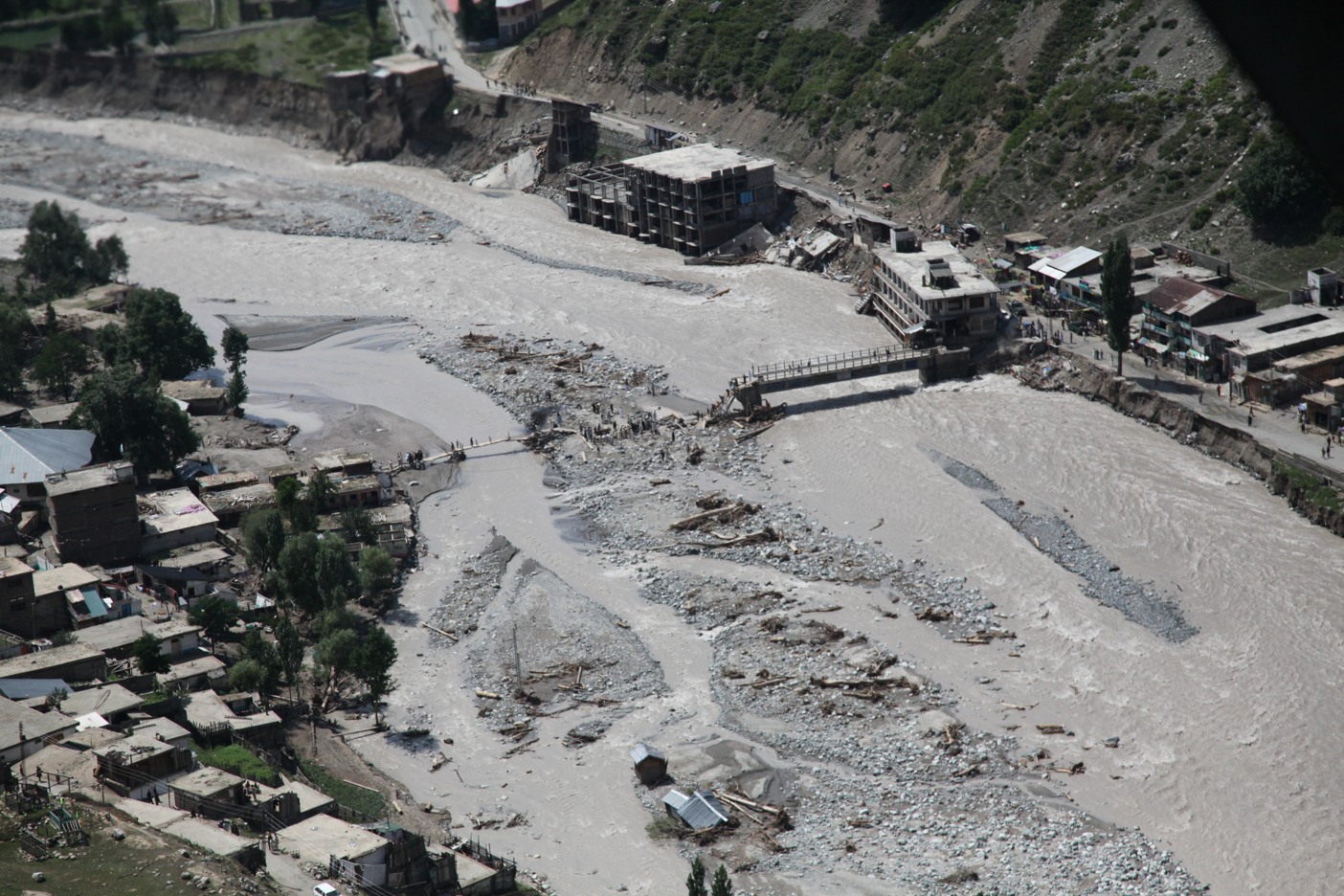
جسر تضرر جراء الفيضانات

فيضانات باكستان 2010 هي كارثة وقعت نتيجة للسيول والأمطار الغزيرة التي هطلت على شمال غربي باكستان في 27 يوليو 2010، وقتلت الفيضانات حوالي 1,600 شخص، فيما قالت مصادر أخرى أن العدد يقترب من 3,000 قتيل، كما تضرر من جراء الفيضانات أكثر من 15 مليون شخص. ووفقًا لتقديرات الحكومة، فإن عدد المتضررين بلغ 20 مليون.
تعتبر هذه أسوأ كارثة في تاريخ البلاد والأخطر منذ 80 عامًا في المنطقة. وأفادت السلطات بأن 650 ألف منزل دُمّر، فيما أتلفت السيول المحاصيل الزراعية في 557 ألف هكتار من الأراضي.
ولقد احتاجت باكستان إلى مبلغ 2,5 مليار دولار لإغاثتها وإعادة بناء البنية التحتية، وبلغ حجم الأمطار في الشمال الغربي مستوى غير مسبوق حسب مكتب الأرصاد الجوية الباكستانية، وسجل 312 مليمترًا خلال 36 ساعة.

## الأسباب
نشرت مجلة نيو ساينتست في عددها الصادر يوم 11 أغسطس/آب مقالة جاء فيها أن الحر الشديد الذي لم تشهده روسيا من قبل، والأمطار الغزيرة التي شهدتها باكستان وبعض مناطق في الصين، هي نتيجة لظاهرة شاذة يعتبرها العلماء لغزًا بسبب توقف حركة التيارات الهوائية السريعة عادة في طبقات الجو العليا. وتنقل المجلة عن مايكل بليكبيرن أحد العاملين في جامعة مدينة ريدينغ «توقف كل شيء في الجو بشكل مفاجيء.. وجمد كل شيء في النصف الشمالي من الكرة الارضية».[بحاجة لمصدر]
ويشير بليكبيرن إلى أن التيارات الهوائية التي تجمدت تجري على ارتفاع 7 – 12 كم التي تحدد الظروف المناخية وتضمن استقرارها، وتتحرك هذه التيارات في النصف الشمالي للكرة الأرضية باتجاه الشرق متغلبة على ما يسمى بموجات «روسبي» المتجهة نحو الغرب والتي تتشكل نتيجة دوران الكرة الأرضية.

## الآثار
بلغ عدد المتضررين من الفيضانات التي ضربت شمال غرب البلاد 20 مليون شخص. وقالت الأمم المتحدة أنها أسفرت عن مصرع 1600 شخص، محذرة من احتمال تعرض نحو 3,5 مليون طفل في باكستان إلى مخاطر الأمراض المختلفة الناجمة عن تلوث مياه الفيضانات في البلاد. ولقد نجمت تلك الفيضانات في باكستان بسبب هطول أمطار موسمية غزيرة فوق حوض نهر السند، وقتلت وعطلت حياة نحو 14 مليون شخص، أي 8% من عدد السكان البالغ نحو 170 مليونًا. ووفقًا لتقديرات الحكومة الباكستانية، فإن عدد المتضررين وصل إلى عشرين مليون، كما خلفت ستة ملايين مشرد من بين 14 مليون هجروا قراهم وأراضيهم.
ونقلت وسائل الإعلام الباكستانية تصريح الأمين العام للاتحاد الدولي للصليب الأحمر والهلال الأحمر بيليكي جيليتا الذي أدلى به لمصدر إعلامي دولي موضحًا أن فيضانات باكستان دمرت البنية التحتية وأتلفت المحاصيل الزراعية وشردت الملايين من السكان فضلاً عن مئات القتلى والجرحى. وأضاف أن عملية إعادة تشغيل ما دمرته الفيضانات في باكستان وتأهيل المشردين الذين فقدوا كل ما يملكون قد تحتاج إلى زمن طويل قد يمتد إلى خمسة أعوام، ودعا المجتمع الدولي إلى أن يعي حجم الكارثة التي سببتها الفيضانات التي ضربت أخصب المناطق في البلاد، وجرفت القرى ودمرت الجسور والطرق ودمرت أراضٍ في باكستان تعادل مساحتها مساحة إيطاليا تقريبًا.
كما أظهرت خارطة وزعتها وكالة الأنباء الألمانية أن المنازل المدمرة كليًا في البنجاب وحدها، بلغت 84 ألف و176 منزل، في حين تأثر ثمانية ملايين شخص في نفس الإقليم. وفي إقليم خيبر بختون خوا (شمال غرب)، فقد دُمر 172 ألف و433 منزل تدميرًا كليًا، في حين تضرر أربعة ملايين و725 ألف و695 شخص، وأدى انهيار عشرات الجسور الواقعة على مجرى نهر سوات إلى عزل آلاف القرى وانقطاع الإمدادات عنها. ويكافح الجيش الباكستاني لإعادة تأهيل الطرق والجسور الرئيسية.
وذكرت مصادر إعلامية أن الفيضانات التي اجتاحت مناطق جديدة في إقليم السند، أدت إلى عزل أكثر من 800 ألف شخص في الوقت الذي كشفت فيه منظمة الهجرة العالمية أن ما يقارب أربعة ملايين و500 ألف شخص شردتهم الفيضانات، ولا يزالون بحاجة ماسة للخيام.
| المدينة            | رسالبور | إسلام أباد | مُري | شيرات | مظفر أباد | سیدو شریف | بيشاور | كامرة | راولاكوت | لاهور | میانوالي | جيلوم | كوهات | بالاكوت |
| ------------------ | ------- | ---------- | --- | ----- | --------- | --------- | ------ | ----- | -------- | ----- | -------- | ----- | ----- | ------- |
| هطول الأمطار (ملم) | 415     | 394        | 373 | 372   | 292       | 338       | 333    | 308   | 297      | 288   | 271      | 269   | 262   | 256     |

## الآثار طويلة الأجل

### الغذاء
غمرت الفيضانات 17 مليون فدان (69,000 كم2) من أكثر الأراضي خصوبة في باكستان، وأسفرت عن مقتل 200,000 قطعة من الماشية وجرفت كميات هائلة من الحبوب، وعاني المزارعون من خسائر فادحة في إنتاج الأغذية في عام 2011، ونقصًا في المواد الغذائية سيستمر طويلاً. بلغت تكلفة الأضرار الزراعية أكثر من 2.9 مليار دولار وفقًا للتقديرات الأخيرة، وشملت ما يزيد على 700,000 فدان (2,800 كم2) القطن، و200,000 فدان (810 كم2) قصب السكر و200,000 فدان (810 كم2) أرز، بالإضافة إلى فقدان أكثر من 500,000 طن من القمح المخزون و300,000 فدان (1,200 كم2) من الأعلاف والحبوب المخزنة.

### البنية التحتية
قُدرت أضرار الفيضانات بما يقرب من 2,433 كم من الطرق السريعة و5,646 كم من السكك الحديدية. بلغت تقديرات تكلفة الطرق المتضررة حوالي 158 مليون دولار أمريكي، أما طرق سكك الحديد فبلغت 131 مليون دولار أمريكي.

## ردود غاضبة تجاه الحكومة
وجهت اتهامات للحكومة الباكستانية بسبب بطء استجابتها للتعامل مع الأزمة، واعتمد الضحايا في الغالب على الجيش الباكستاني وعلى هيئات الإغاثة الأجنبية للحصول على المساعدة. ولقيت طريقة تعامل الحكومة مع الأزمة انتقادات واسعة، وقد أدى انطلاق الرئيس الباكستاني آصف علي زرداري إلى زيارة إلى أوروبا تستمر أسبوعاً كاملاً إلى سخط المواطنين.
ورفض عضوان في البرلمان البريطاني من أصلٍ باكستاني دعوة للغداء وجهها زارداري، وفي مقابلة مع شبكة التلفزيون البريطاني (جي إم تي) قام المعارض الباكستاني ونجم الكريكت السابق عمران خان بانتقاد زيارة زارداري لبريطانيا.

## جهود الإغاثة
أطلقت الأمم المتحدة حملة رسمية لجمع 460 مليون دولار قائلة أن الفيضانات أضرت بعدد كبير يفوق عدد متضرري التسونامي عام 2004 كما أطلقت باكستان نداءات إغاثة. وهناك بطء في الاستجابة الدولية لمساعدة الضحايا بسبب الخوف من وقوع المساعدات في أيدي المتشددين أو المسؤولين الباكستانيين الفاسدين إذ تزامنت هذه الفيضانات مع تسريبات عن اختفاء 376 مليون يورو من أموال المساعدات الدولية التي جمعت لمساعدة باكستان على مواجهة تداعيات زلزال 2005.
وحاول سفير باكستان لدى الأمم المتحدة زامر أكرم أن يطئمن المانحين بأن هذه الأموال سيتم الاستفادة منها ولن تنتهي في اليد الخطأ كطالبان مثلاً وقال: هذه المسائل يجري تنفيذها بشفافية كاملة والأمم المتحدة سيكون لها دور كبير في هذا الجهد المشترك. وحث المجتمع الدولي على التبرع لمساعدة بلاده.

### الدول
- العراق أعلن عن تقديمه 10 ملايين دولار إلى باكستان وتم تسليم المبلغ من قبل سفير العراق في باكستان السيد رشدي محمود العاني إلى رئيس الوزراء الباكستاني يوسف رضا كيلاني بحضور وكيل وزارة الخارجية الباكستانية ورئيس دائرة المراسيم في رئاسة الوزراء الباكستانية وعدد من كبار موظفي الرئاسة ومجموعة من القنوات الاعلامية والصحفيين.[33]
- أستراليا أعلنت عن تقديمها 35 مليون دولار لباكستان، وعن أرسالها أدوات طبية.[34][35]
- أفغانستان وزير المالية عمر زاخيلوال سلم شيكا بقيمة مليون دولار إلى السفير الباكستاني محمد صادق في نهاية مؤتمر صحفي في العاصمة الأفغانية كابول.[36]
- إيران التزمت بتقديم أكثر من 400 طن من مواد الإغاثة لباكستان، حتى الآن اعتباراً من 14 أغسطس 2010، أرسل منها 180 طناً سلمت من قبل طائرات النقل الإيرانية.هذه السلع تشمل الخيام والملابس والمواد الغذائية المعلبة والخبز واللوازم الطبية. وشارك الهلال الأحمر الإيراني مع الهلال الأحمر الباكستاني في اغاثة المنكوبين. وقال آية الله لطف الله صافي جلبايجاني بأن الحكومة الإيرانية قررت جمع ثلث الخمس ليتم التبرع بها لباكستان لتقديم المساعدة الإنسانية.[37][38][39][40][41][42][43][44]
- إيطاليا أعلنت إيطاليا عن تجاوبها مع النداء الذي أطلقه برنامج الأغذية العالمي من أجل توفير مساعدات غذائية عاجلة لاغاثة منكوبي الفيضانات في باكستان. وذكر بيان اصدرته وزارة الخارجية الإيطالية أن ادارتها العامة قدمت مساهمة بمبلغ 600 ألف يورو كاستجابة فورية لنداء برنامج الأغذية العالمي للتعاون من أجل التنمية لتمويل برنامج «مساعدة الطوارئ الغذائية لصالح الأسر المتضررة من الفيضانات الموسمية في باكستان». وهذا يضاف إلى 400 ألف يورو قدمتها وزارة الخارجية لمنظمة الصليب والهلال الأحمر الدولية وطائرة تحمل مساعدات إنسانية أولية يوم 7 أب/ أغسطس الماضي.[45][46]
- الإمارات قامت الإمارات بارسال طائرة إغاثية من مؤسسة محمد بن راشد آل مكتوم للأعمال الخيرية والإنسانية، وبالتعاون مع القوات المسلحة الإماراتية صباح 18 أغسطس 2010 من مطار دبي إلى مطار مدينة مولتان في أقليم البنجاب على متنها 15 طناً من المواد الإغائية لإغاثة منكوبي الفيضان المدمر في باكستان، وتحتوي المساعدات على 4 أطنان من المواد الغذائية، مكونة من الأغذية الجاهزة المعلبة مثل الفاصوليا والخضروات المشكلة والجبن واللحم والتونة، لتوزيعها على المتضررين و11 طناً من “الخيام” التي تتسع لإيواء 7 آلاف و500 أسرة من السكان الذين فقدوا مساكنهم بسبب الدمار الكبير.[47]
- ألمانيا وقدمت ألمانيا مساعدات بقيمة 25 مليون يورو (32 مليون دولار).[48] علاوة على تبرعاتها من خلال الدعم المالي للاتحاد الأوروبي، وهو ما يرفع إجمالي المساعدات الألمانية إلى 50 مليون دولار.[49]
- الولايات المتحدة أعلن عضو مجلس الشيوخ الأميركي جون كيري -الذي تفقد المناطق المتضررة- أن المساعدة الأميركية سترتفع إلى 150 مليون دولار، لتكون بلاده بين أكبر المساهمين بالمساعدات المالية مع المملكة العربية السعودية التي أعلنت هبة بـ80 مليون دولار.[50] وأرسلت الولايات المتحدة 6 طائرات هليكوبتر لباكستان، فيما صرح روبرت جيتس وزير الدفاع الأمريكي بأن الجيش سيزيد طائرات الهليكوبتر التي يقدمها لباكستان من ست طائرات إلى 19 طائرة كما سيرسل منصة انزال لاستخدامها قبالة سواحل كراتشي كبرى المدن الباكستانية.[51]
- هولندا أعلنت الرابطة الهولندية لمنظمات الإغاثة أن الحملات الإذاعية والتلفزيونية لإغاثة ضحايا الفيضانات في باكستان تمكنت من جمع تبرعات بنحو 1ر16 مليون يورو. وشارك في الحملات مشاهير المجتمع الهولندي وأسفرت الفعاليات المختلفة من الناحية الاحصائية عن تبرع جميع أفراد الشعب الهولندي تقريبا بيورو واحد عن كل مواطن، نظرا لأن عدد السكان يبلغ 15. 16 مليون نسمة. يذكر أن الهولنديين تحفظوا في التبرع في أول الأمر خوفاً من عدم وصول التبرعات لمستحقيها ولكن منظمات الإغاثة وعدت بارسال المعونات والتبرعات لضحايا الفيضانات.[52]
- اليابان أعلنت اليابان عن إرسال ست مروحيات عسكرية للمساهمة في جهود الإغاثة،[53] وأعلنت عن تقديم 10 ملايين دولار.[54]
- الكويت أعلن رئيس مجلس الإدارة والعضو المنتدب في بيت التمويل الكويتي «بيتك» بدر عبد المحسن المخيزيم عن تبرع بيتك بمبلغ مليوني دولار أمريكي لاغاثة متضرري السيول في باكستان عبر جمعية الهلال الأحمر الكويتية.[55][56]
- كوريا الجنوبية قام موظفو شركة إل جي إلكترونيكس ثالث أكبر شركة إلكترونيات وتكنولوجيا المعلومات في العالَم بتنظيم حملة لجمع التبرعات الخيرية لمنكوبي فيضانات باكستان، فيما فام الموظفون بالتبرع بجزء من رواتبهم وجمع ما يساوي 33800 ألف دولار أمريكي. وتعاونت شركة إل جي إلكترونيكس في باكستان مع المنظمات الباكستانية غير الحكومية لتقديم الأغذية والأدوية والمأوي لمنكوبي الفيضانات، هذا بالإضافة إلى قيام إل جي إلكترونيكس في باكستان بالتبرع بمبلغ 50 ألف دولار أمريكي.[57]
- كندا أعلنت كندا تقديم نحو 33 مليون دولار أمريكي لدعم المتضررين في باكستان. جاء ذلك وفقاً لبيان صدر عن السفارة الكندية في إسلام آباد حسبما نقلته وسائل الإعلام الباكستانية المحلية، حيث سيتم صرف مبلغ 25 مليون دولار لدعم المتضررين مباشرة، بينما سيتم صرف 8 ملايين دولار خلال المرحلة الثانية لتأهيل المتضررين ولإعادة تعمير البنية التحتية للمناطق المتضررة بالفيضانات.[58]
- السعودية بلغ إجمالي التبرعات النقدية المقدمة لحملة خادم الحرمين الشريفين لإغاثة الشعب الباكستاني في اختتام يومها الأول، أكثر من 377 مليون ريال سعودي، وبلغ إجمالي التبرعات النقدية المقدمة للحملة في منطقة المدينة المنورة 484 ألف ريال، إضافة إلى تبرعات أخرى عينية، كما بلغ إجمالي التبرعات في أبها أكثر من 586 ألفاً.[59]
- بريطانيا تعهدت بريطانيا بتقديم ثمانية ملايين دولار لباكستان.[60] في حين أنها قالت أنها ستقدم مساعدات جديدة بقيمة 33 مليون جنيه استرليني للمتضررين من الفيضانات في باكستان.[61]
- مصر أرسلت مصر طائرتين عسكريتين محملتين بمساعدات إنسانية تتمثل في أدوية ومستلزمات طبية وخيام إيواء ومواد غذائية.[62]
- فلسطين: أرسلت وزارة الشؤون الخارجية الفلسطينية طاقمًا طبيًا بالإضافة إلى الأدوية، وقامت الخدمات الطبية العسكرية الفلسطينية بتوزيع الخيام والوجبات الساخنة على ضحايا الفيضانات.[63]
- فرنسا ستبدأ بارسال مساعدات إنسانية لضحايا فياضانات باكستان المدمرة تشمل 60 طن من المساعدات العينية بالإضافة إلى مليون يورو قامت فرنسا بجمعها خلال أسبوعين.[64]
- الصين أرسلت الصين أول دفعة مساعدات إنسانية قيمتها 10 ملايين يوان، وأرسلت أيضاً دفعةً ثانية تتكون من الضروريات اليومية، من بينها 1200 خيمة و30 طنا من المؤن الغذائية و23,800 بطانية وألف مولد إلى جانب أدوية وزجاجات مياه ومعدات تنقية المياه. وبلغت قيمت المعونات 50 مليون يوان (7.4 مليون دولار).[65]
- قطر أعلن بنك الدوحة عن تبرعه بمبلغ 300,000 ريال قطري لدولة باكستان، وقد قام بنك الدوحـة بعملية التبرع من خلال جمعية قطر الخيرية، وجمعية عيد الخيرية، والهلال الأحمر القطري، حيث قدم لكل منها مبلغاً قدره 100,000 ريال قطري. وتقوم جمعية الهلال الأحمر القطرية من خلال شبكة وكلائها حول العالم بتنسيق جهود الإغاثة فقد تم إرسال الخيام والبطانيات لـ 300 أسرة في منطقة موسيرة والبطل. كما تم إنشاء مستشفى ميداني في بونجيرا يستوعب 45 سريراً. ويقوم المستشفى بتقديم الخدمات الطبية لعدد من المصابين يتراوح من 250 إلى 300 شخص يوميا، وسيستمر في تقديمها لمدة ستة أشهر.[66] وتم تأسيس حملة لجمع التبرعات لضحايا الفيضانات وبلغ مجموع التبرعات بأكثر من 20 مليون ريال قطري خلال ساعة ونصف من البث الحي على الفضائية القطرية بالتعاون مع الجمعيات الخيرية والهلال الأحمر.[67]
- تركيا أكدت وزارة الخارجية التركية أن أنقرة قررت منح باكستان، التي تجتاحها فيضانات كارثية، مساعدة نقدية وعينية بقيمة 11 مليون دولار (8,6 ملايين يورو).وقال البيان أنه تم الشروع بنقل 140 طنا من المساعدات الإنسانية، تبلغ قيمتها مليون دولار، مشيراً إلى أن هذه المساعدة تضاف إلى خمسة ملايين دولار سبق وأن خصصتها تركيا لهذا البلد المنكوب.[68] وأضاف "في مواجهة تفاقم حصيلة الفيضانات الكارثية، قررت حكومتنا منح مساعدة مالية اضافية تبلغ خمسة ملايين دولار إلى باكستان.[69][70][71]

### المنظمات
- اليونيسف تقوم فرق اليونيسف بتقديم المياه الصالحة للشرب والمستلزمات الطبية الضرورية والأغذية التكميلية ومستلزمات النظافة إلى أكثر من مليون شخص يومياً. وبالإضافة إلى ذلك، تدعم اليونيسف الفرق الطبية المتنقلة وحملات التطعيمات وجهود توفير خدمات الصرف الصحي في جميع أنحاء المنطقة المتضررة. ويقول السيد تول (المدير الإقليمي لليونيسف لجنوب آسيا دانيال تول): «تحتاج اليونيسف إلى دعم الآخرين»، داعياً الجهات المانحة للمنظمة إلى المساهمة في جهود الإغاثة. ويقول إن المنظمة أنفقت 7 ملايين دولار من تمويلها الداخلي لتوفير المياه لأولئك الذين يعيشون في مخيمات النازحين، ولكن هناك حاجة ماسة إلى المزيد من التمويل.[72]
- مؤسسة بنك دبي الإسلامي الإنسانية التابعة لبنك دبي الإسلامي قدمت مبلغ 15 مليون درهم إماراتي إلى هيئة الهلال الأحمر بناء على توجيهات محمد إبراهيم الشيباني رئيس مجلس الإدارة، وعبد الله علي الهاملي الرئيس التنفيذي لبنك دبي الإسلامي، وقد قام عبد الرزاق العبد الله الرئيس التنفيذي لمؤسسة دبي الإسلامي الإنسانية، بتسليم شيك بمبلغ 15 مليون درهم إلى محمد عبد الله الزرعوني مدير هيئة الهلال الأحمر الإماراتي، فرع دبي.[73]

### الأفراد
- فاعل خير قطري تبرع بمبلغ 3,5 مليون ريال قطري لمنكوبي فيضانات باكستان، تفاعلاً مع الحملة التي أطلقت في قطر لمساعدة ضحايا الفيضانات.[74]
- أنجيلينا جولي أفادت مصادر في الأمم المتحدة أن الممثلة الأمريكية أنجيلينا جولي قدمت 100 ألف دولار لمساعدة الضحايا.[75]
- سامي يوسف أعلن المنشد البريطاني سامي يوسف عن تقديم الأرباح التي حققتها أغنيته الأخيرة لمساعدة ضحايا الفيضانات في باكستان. وذكرت هيئة الإذاعة البريطانية «بي بي سي» أن يوسف حثّ معجبيه على مساعدة المتضررين من فيضانات باكستان الذين يواجهون معاناة كبيرة.وسيعود ربع الأرباح التي حققتها أغنية يوسف «اسمع نداءك» إلى مؤسسة «إنقاذ الأطفال» التي تنشط في الأقاليم الأربعة التي ضربتها الفيضانات في باكستان.[76]

## احتجاجات
رغم المحاولات التي تبذلها الحكومة لإيصال المساعدات لملايين المنكوبين بالقرى المعزولة، تزايد الغضب المتنامي ضدها بعد أن اتهمها الكثير من المنكوبين بالتقصير بإيصال المساعدات إليهم. وقد تظاهر مئات المواطنين من ضحايا الفيضانات بإقليمي السند والبنجاب احتجاجاً على تأخر الحكومة في إيصال المساعدات إلى مناطقهم المنكوبة. وسد مئات المحتجين الذين كانوا يمسكون بالعصي طريقا رئيسيا بالحجارة خارج مدينة مظفر آباد بإقليم البنجاب الذي يعد من أكبر المناطق المتضررة، في محاولة لانتزاع مواد الإغاثة من الشاحنات. وأحرق متظاهرون الإطارات مرددين هتافات ضد الحكومة.
كما اشتبك قرويون مع قوات الشرطة في بعض مناطق إقليم السند جنوب البلاد، وهاجم نحو مئة شخص شاحنتي مساعدات في بلدة شكربور للحصول على مواد الإغاثة التي تحملها.